# Hjortbär
Hjortbär (Vaccinium stamineum) är en ljungväxtart som beskrevs av Carl von Linné. Vaccinium stamineum ingår i Blåbärssläktet, och familjen ljungväxter. Inga underarter finns listade i Catalogue of Life. Arten förekommer i östra Nordamerika.

## Bildgalleri

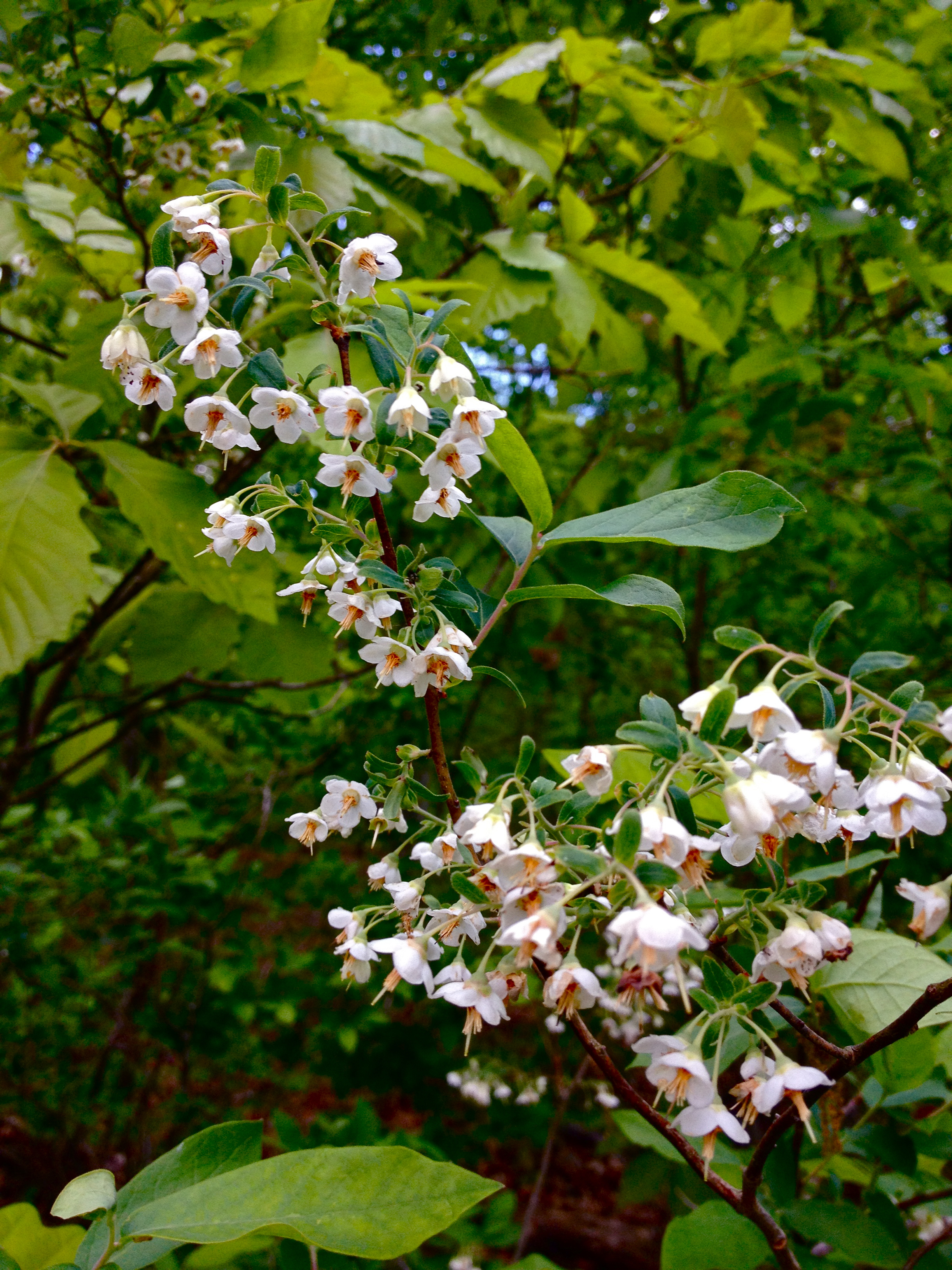
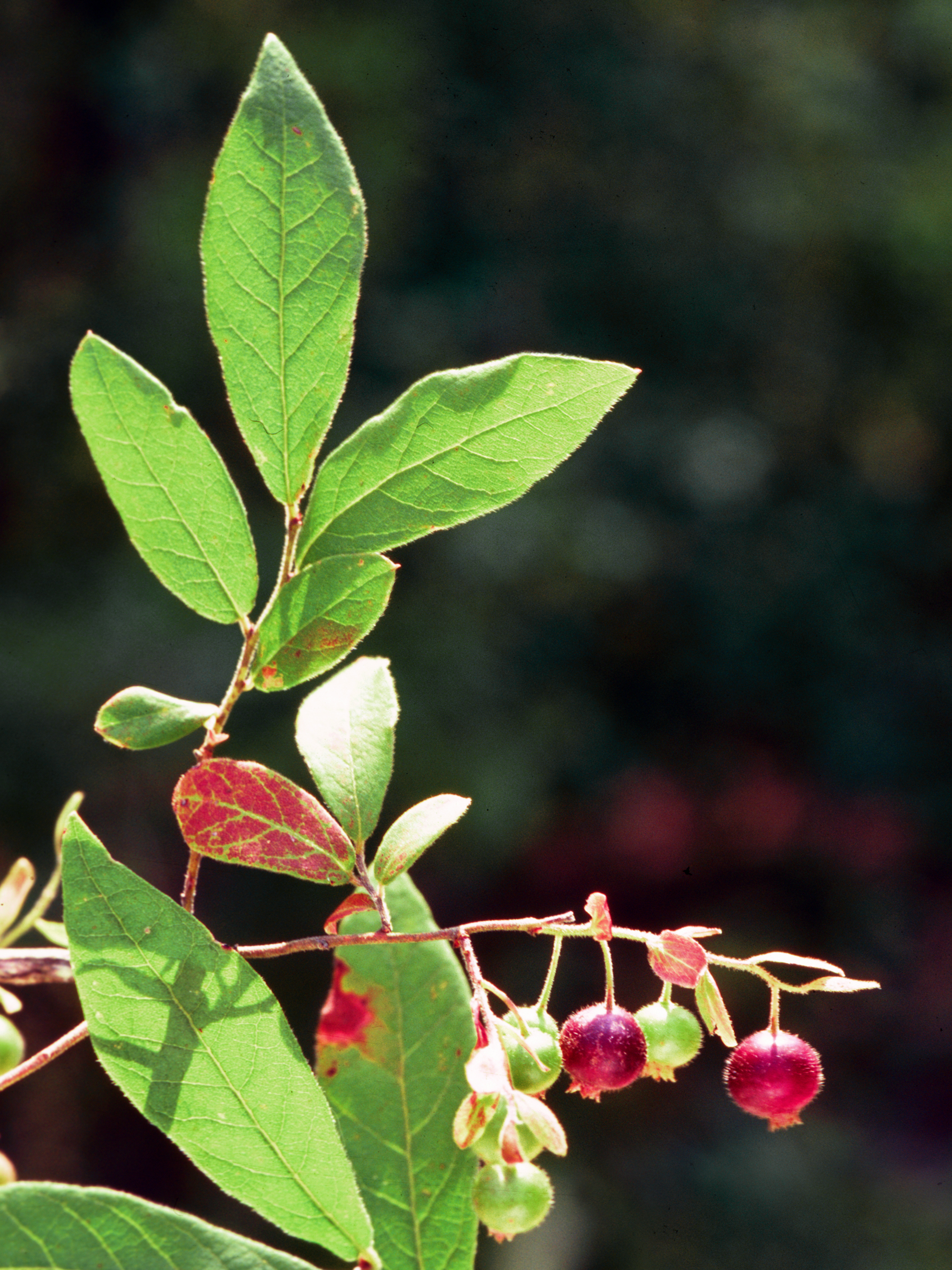
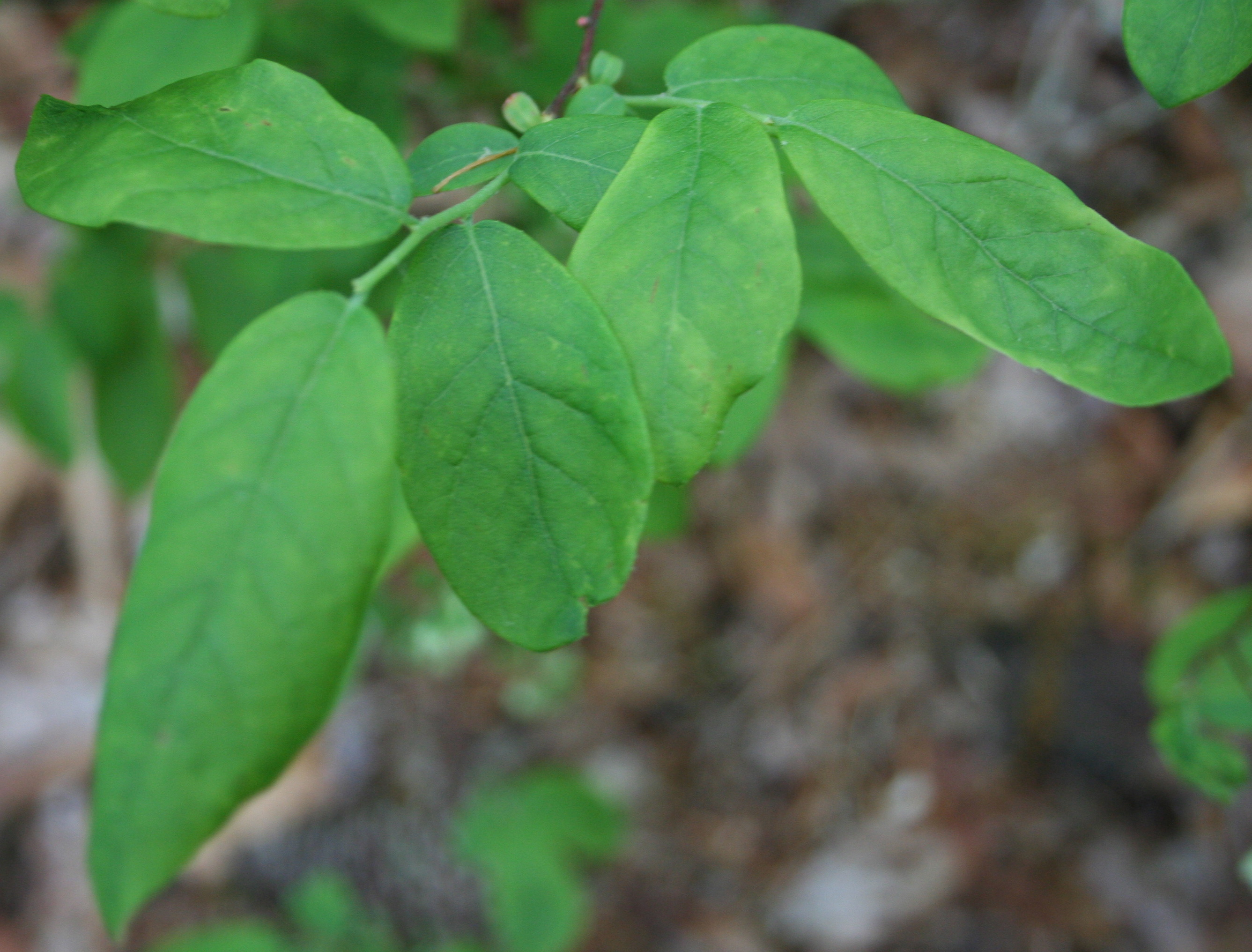
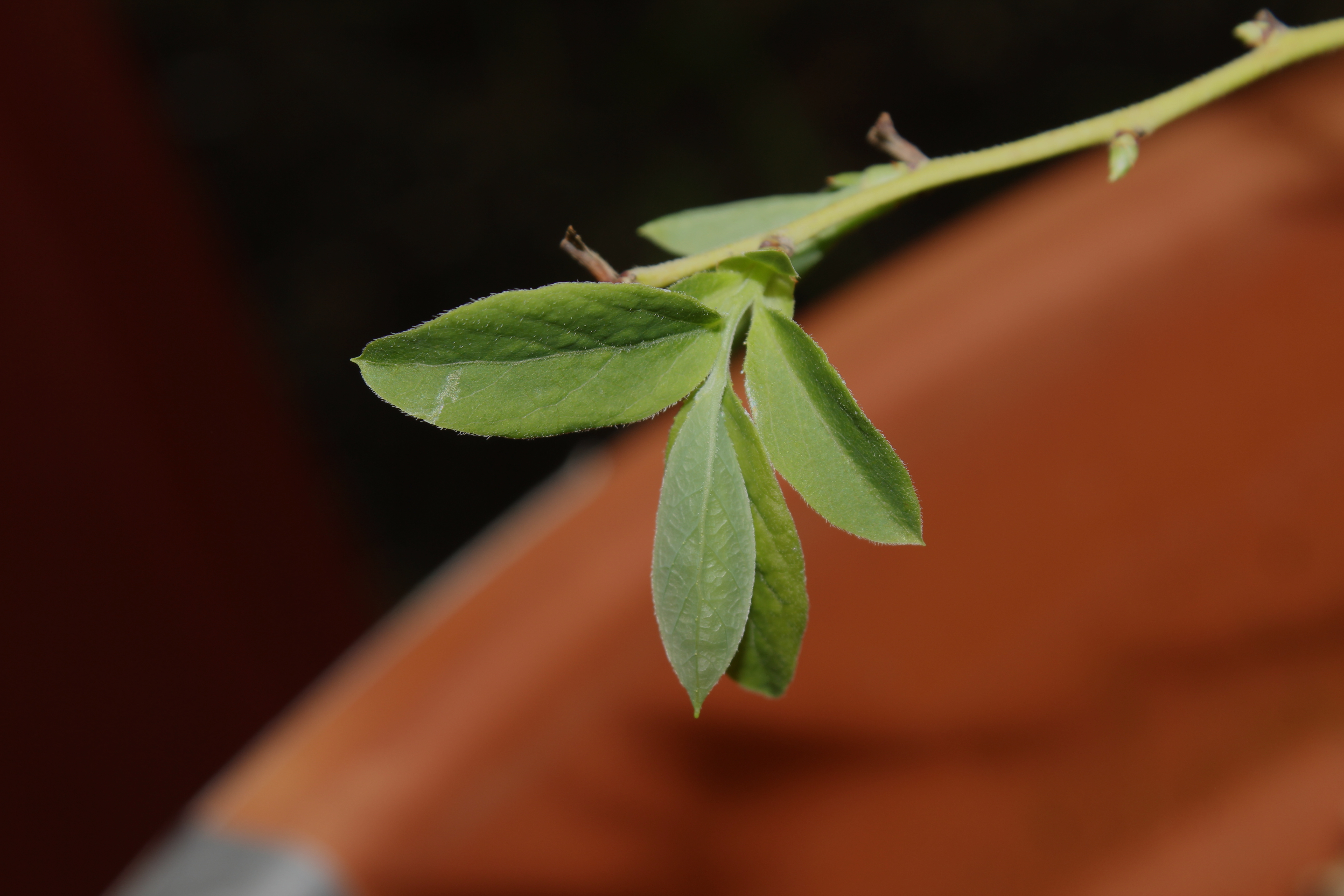